# 中國中元國際工程
39°57′25″N 116°18′05″E / 39.95690°N 116.30146°E
中國中元國際工程公司是中國機械工業集團旗下、以中元国际工程设计研究院（原机械工业部设计研究总院）为核心，集科技研发、工程咨询、工程设计、工程总承包、项目管理和设备成套为一体的機構，前身为1953年成立的一机部设计总局，后又改为一机部设计总院、机械工业部设计研究总院，总部位于北京市海淀区西三环北路5号，現任總裁丁建。

## 历史沿革
1953年3月10日，公司前身一机部设计总局成立，设计总局后来于1958年4月撤销。
1965年，中华人民共和国第一机械工业部成立设计总院，1982年5月因一机部改为机械工业部而更名为机械工业部设计研究总院，同时成立兴华工程咨询公司。1987年，中华人民共和国国家机械工业委员会成立，机械部设计研究总院更名为机械工业委员会设计研究院，1988年国务院机构改革后，公司更名为机械电子工业部设计研究院，1993年复设机械部后又更名为机械工业部设计研究院。
2001年8月，原机械工业部设计研究院更名为中元国际工程设计研究院，归属中国机械装备（集团）公司，2003年又与中国机械电脑应用技术开发公司和机械工业规划研究院合并成中国中元兴华工程公司，2006年更名为中国中元国际工程公司，2013年更名为“中国中元国际工程有限公司。